# Leblanc Győző
Leblanc Győző (Budapest, 1947. március 28. –) magyar operaénekes, színész, rendező.

## Életpályája
Felmenőiről korábban így nyilatkozott:

„Régen családnevünket úgy írták Le’Blanc, ami magyarul annyit jelent: a fehér. Magyarországon nem sok Leblanc él, de a francia telefonkönyvek tanúsíthatják, hogy Franciaországban ez oly gyakori név, mint nálunk a Kovács. Őseim Elzász-Lotaringia területéről, egy kis bányászfaluból, Saint Hubertből származnak. Ükapám onnan költözött el Bécsbe, ahol megismerkedett osztrák ükanyámmal. Majd Mária Terézia betelepítési politikája következtében Bánátba kerültek"”

A Budai Nagy Antal Gimnáziumban érettségizett. Jelentkezett a Zeneművészeti Főiskolára. Először gyakorló szakra vették fel, ahol az akkoriban diplomázó Hamari Júlia növendéke volt, aki már tenoristaként foglalkozott vele. Később egy magántanár basszistának képezte, de ez rossz iránynak bizonyult és nem tartott sokáig. Sorkatonaidejét a Honvéd Együttesben töltötte. Ezután beiratkozott a zeneművészeti szakközépiskolába, ahol Fábry Edit növendéke volt.
A konzervatórium után, 1969-ben felvették a Liszt Ferenc Zeneművészeti Főiskola opera tanszakára, melynek Lukács Miklós volt a vezetője és Mikó András a szerepgyakorlat-tanára. Kutrucz Éva és Sipos Jenő tanítványaként végzett.
A diploma megszerzése után, 1975-től az Operaház magánénekese lett. Tenoristaként számos főszerepet tudhat maga mögött. A Magyar Televízió Zenés TV Színház című sorozatában több produkcióban szerepelt. A nyolcvanas évektől külföldi turnékban is részt vett; egy impresszárió kívánságára Szu-Csong herceg szerepében debütált, és azután 13 évig rendszeresen fellépett Amerikában. Közben már népszerű és igényes operettekben is szerepelt.

„Kinn jöttem rá arra, hogy a magyar operettirodalom gyöngyszemei megállják a helyüket, ha olyan egyéniségekkel, művészekkel adják elő, akik egytől egyik profi énekesek. Az Operaház és az Operettszínház jeles művészeit vittem ki magammal az USA-ba. Az ottani tapasztalatok arra inspiráltak, hogy Magyarországon létrehozzak egy operett-társulatot."”

Klasszikus operett-előadások születtek így, például a Blaha Lujza Színház utazó társulatának jóvoltából. Időközben Leblanc Győző rendezőként is bemutatkozott a hazai közönségnek. Harmadik feleségével, Tóth Éva operetténekessel is járták a világot (Amerika, Ausztrália, Kanada, Izrael stb.) és idehaza is sokfelé vállaltak fellépést. Egy időben a Budapest Televízióban, később pedig a Hatoscsatornán műsorvezetőként is láthatta a közönség a házaspárt.

## Magánélete
Színpadi partnerei közül Pitti Katalin és Csonka Zsuzsanna operaénekesnők a magánéletben is társai voltak. A válással végződött házasságok után Tóth Éva, a 2022-ben elhunyt operettprimadonna volt a társa. 
Csonka Zsuzsannának tőle született két fia: ifj. Leblanc Győző és Leblanc Gergely balettművész.

## Politikai szerepvállalása
1985–1990 között a magyar országgyűlés egyik képviselője volt, mandátumát a budapesti 67. számú választókerületben (a főváros XXII. kerületében) szerezte meg.

## Fontosabb színpadi szerepeiből
- Giuseppe Verdi: Traviata...Alfréd
- Giuseppe Verdi: Rigoletto...A mantuai herceg (Miskolci Nemzeti Színház)
- Giacomo Puccini: Bohémélet...Rodolf
- Giacomo Puccini: Pillangókisasszony...Pinkerton
- Gaetano Donizetti: Don Pasquale...Ernesto
- Gaetano Donizetti: Rita...Beppe
- Charles Gounod: Faust...Faust
- Jacques Offenbach: Hoffmann meséi...Hofmann
- Umberto Giordano: Andrea Chenier...Andrea Chenier
- Giacomo Puccini: Tosca...Cavaradossi
- Erkel Ferenc: Bánk bán...Bánk
- Georges Bizet: Carmen...Don José
- Lehár Ferenc A mosoly országa...Szu-Csong herceg
- Ifj. Johann Strauss: A denevér...Eisenstein
- Ifj. Johann Strauss: Cigánybáró...Barinkay
- Wolfgang Amadeus Mozart: A varázsfuvola...Tamino (Szombathely – Iseum)
- Kálmán Imre: Marica grófnő...Tasziló, Török Péter
- Kálmán Imre: Cirkuszhercegnő...Mr. X
- Kálmán Imre: Csárdáskirálynő...Edvin (Kálmán Imre Szabadtéri Színpad, Siófok)
- Lehár Ferenc: A víg özvegy...Camille de Rosilon (Margitszigeti Szabadtéri Színpad)
- Lehár Ferenc: Luxemburg grófja...René
- Lehár Ferenc: A víg özvegy...Daniló (Újpest Színház)
- Lehár Ferenc–Victor Léon–Leo Stein: A víg özvegy...Danilovics Danillo (Miskolci Nemzeti Színház)
- Jacobi Viktor: Sybill...Petrov (Szegedi Nemzeti Színház)
- Jacobi Viktor: Sybill...Petrov (Zalai Nyári Színházak – Egervári Várszínház)
- Straussiada...szereplő (Erkel Színház)
- Kacsóh Pongrác–Bakonyi Károly–Heltai Jenő: János vitéz...Kukorica János; Bagó
- Huszka Jenő: Lili bárónő...Illésházy László gróf (Turay Ida Színház)
- Huszka Jenő: Lili bárónő...Gróf Illésházy (Budafok-Tétény Baráti Körök Egyesület)
- Szirmai Albert–Bakonyi Károly–Gábor Andor: Mágnás Miska...Baracs István (Turay Ida Színház)

## Filmek, TV
- Operabarátokat keresünk (1975)
- Rita (Zenés TV Színház) (1978)... Beppe
- Sybill (Zenés TV Színház) (1980) ... Petrov
- A köpeny (Zenés TV Színház) (1981) ... Szerelmes férfi
- Illúzió a szerelem (tévéműsor) (1983)
- Ötórai tea (tévéműsor) (1989)
- O sole mio – Olasz est a Vigadóban (tévéműsor) (1991)
- Operettkirályok (tévéműsor) (1991)
- Operett.hu (magyar operettfilm) (2002)

## Albumok, CD, DVD
- LP: Pitti Katalin–Leblanc Győző: Operettrészletek (LP, Album) Qualiton, SLPM 16664 (1986)
- CD: Köszönet mindenért (Tóth Évával)
- CD: Fausttól Bánk bánig
- DVD: Szellők szárnyán

## Díjai, elismerései
- Kálmán Imre Emlékplakett (Siófok, 2013)

## Rendezései
- Kálmán Imre: Csárdáskirálynő (Kálmán Imre Szabadtéri Színpad, Siófok)
- Kálmán Imre: Marica grófnő (Budaörsi Latinovits Színház)
- Kacsóh Pongrác: János vitéz (Erdei Színpad, Zalaegerszeg – a Blaha Lujza Színház vendégjátéka)
- Julius Brammer–Kálmán Imre–Alfred Grünwald: Cirkuszhercegnő (Turay Ida Színház)
- Lehár Ferenc: A mosoly országa (Turay Ida Színház)
- Lehár Ferenc: A víg özvegy (Újpest Színház)